# カーク・ディジョージオ
カーク・ディジョージオ（Kirk Degiorgio）は、イギリスのミュージシャン、DJ。主にIDMに属するジャンルの曲をリリースしている。その特徴はソウル、ファンク、ジャズの要素をミックスしたテクノであるといわれる。その音楽活動において複数の名義を使い分けているが、本名およびAS ONE名義での活動で最も知られる。
1960年代後半ロンドン生まれ。1980年代後半からデトロイト・テクノを聞き始めた事がテクノの分野に踏み込んでいったきっかけである。自身のレーベルA.R.T.レコーズ、Op-Artレコーズからのリリースのほか、R&Sレコーズ、ニュー・エレクトロニカ、B12主宰のB12レコーズなどからもリリースしている。

## 活動名義
- As One
- Blue Binary
- Elegy
- Esoterik
- Family Values
- Future/Past
- Kirk Degiorgio
- Offworld
- The Off World Ensemble

## ディスコグラフィー

### As One名義
- Reflections (1994)
- Celestial Soul (1995)
- The Art of Prophecy (1997)
- Planetary Folklore (1997)
- 21st Century Soul (2001)
- Out of the Darkness (2004)
- Elegant Systems (2005)
- Planetary Folklore 2 (2006)

### Kirk Degiorgio名義
- Check One (1996)
- Synthesis (1998)
- Two Worlds (2001)